# Flightradar24
Flightradar24 és un servei suec basat en Internet que mostra informació de vol d'avions comercials en temps real en un mapa. Inclou seguiments de vols, orígens i destinacions, números de vol, tipus d'aeronaus, posicions, altituds, rumbs i velocitats. També pot mostrar repeticions de vols seguits en el passat i dades històriques de vol per aerolínia, avió, tipus d'aeronau, àrea o aeroport. Combina dades de diferents fonts però, fora dels Estats Units, majoritàriament d'informació crowdsourced recopilada per voluntaris amb receptors ADS-B. El servei va ser fundat com a passatemps el 2006 per dos entusiastes suecs de l'aviació. Està disponible a través d'una pàgina web o aplicacions de dispositius mòbils.

## Seguiment

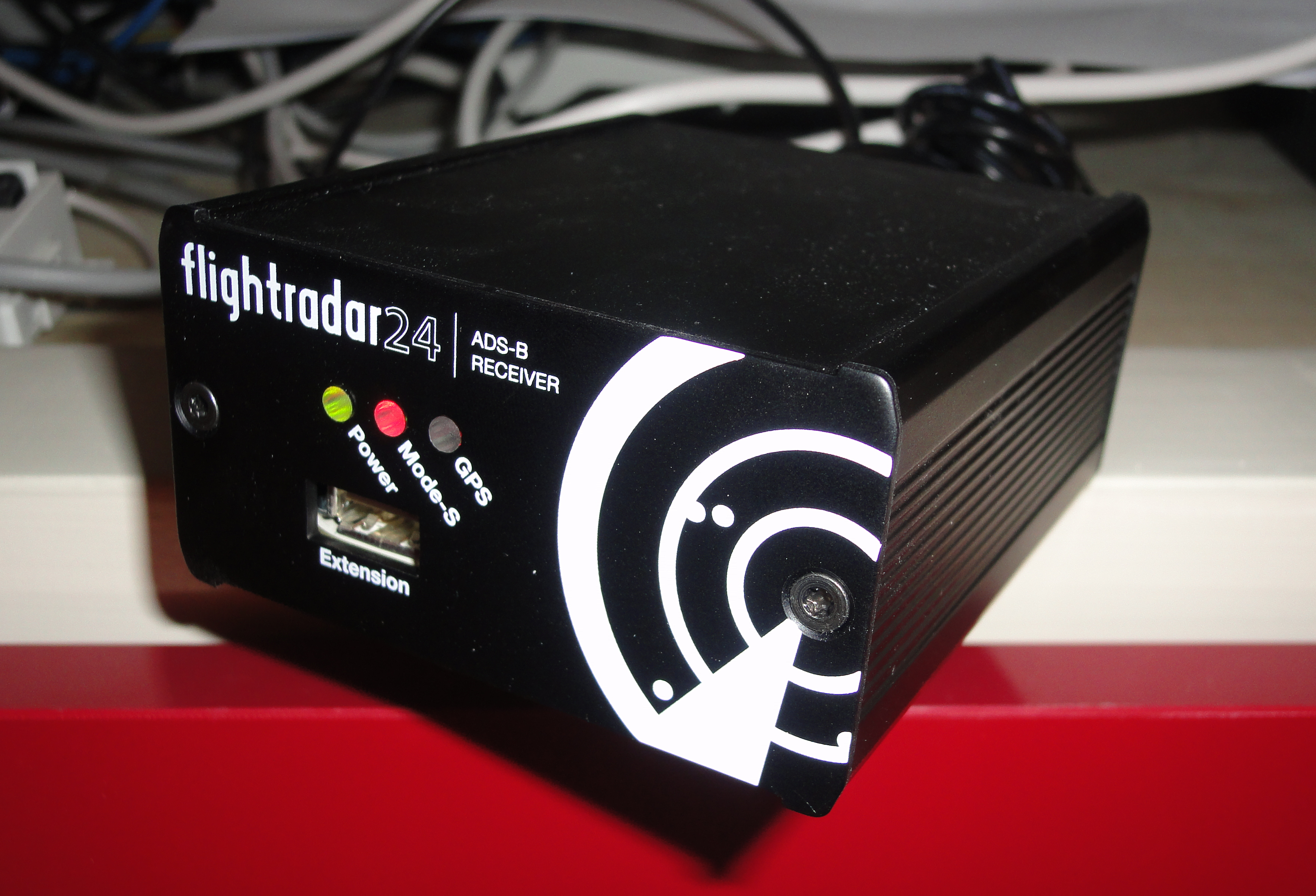
Un receptor ADS-B de Flightradar24

Flightradar24 combina dades de tres fonts:
1. Sistema de Vigilància Depenent Automàtica (ADS-B). La font principal és una gran quantitat de receptors ADS-B que recopilen dades de qualsevol avió de la seva àrea local, equipats amb un transponedor ADS-B i que envien aquestes dades per Internet en temps real. Els transponedors d'aeronaus utilitzen el GPS i altres paràmetres de vol per transmetre senyals que contenen el registre de l'aeronau, posició, altitud, velocitat i altres dades de vol. Actualment, aproximadament el 80% dels avions d'Europa estan equipats amb ADS-B, i un 60% als Estats Units. Per exemple: tots els avions d'Airbus estan equipats amb ADS-B, però models antics com els Boeing 707, 717, 727, 737-200, 747-100, 747-200, 747SP no en duen i generalment no són visibles a no ser que els seus operadors els hagin equipat posteriorment.[4] Els receptors ADS-B típics inclouen SBS-1 de Kinetic Avionic i AirNav d'AirNav-systems, i són gestionats per voluntaris, en la seva majoria entusiastes de l'aviació. La senyal d'ADS-B també es pot rebre i enviar mitjançant una ràdio definida per programari de baix cost.[5]
2. Multilateració (MLAT). La segona font principal és la multilateració amb receptors propis de Flightradar24. Tots els tipus d'avions són visibles a les àrees cobertes per MLAT, fins i tot sense ADS-B, però calen com a mínim quatre receptors per a calcular la posició d'un avió. Gran part d'Europa i Amèrica del Nord en tenen cobertura, que també creix en molts altres països.[4]
3. Administració Federal d'Aviació. La informació que falta dels Estats Units es compon majoritàriament de dades amb 5 minuts de retard de l'Administració Federal d'Aviació (FAA), però això pot no incloure el registre i altra informació.

## Privacitat
Flightradar24 bloqueja la informació d'ADS-B per a propòsits de "seguretat i privadesa". Per exemple, la posició de l'Air Force One japonès utilitzat per l'emperador japonès i el primer ministre va ser visible fins a l'agost de 2014, quan el Ministeri de Defensa japonès va demanar que se'n bloquegés la informació. Això ha fet que la informació de l'avió ja no es publiqui en línia o en aquest lloc web.

## Història
El servei va ser fundat per dos entusiastes suecs de l'aviació el 2006 per a Europa del Nord i Central. El 2009 el van obrir, permetent que qualsevol persona amb un receptor ADS-B adequat aportés dades. El servei va tenir una gran exposició el 2010 quan els mitjans de comunicació internacionals el van utilitzar per mostrar les pertorbacions dels vols sobre l'Atlàntic nord i Europa causades per les erupcions del volcà Eyjafjalla.
El 2014 va ser utilitzat per diversos serveis informatius arran de diversos accidents notables. La desaparició del vol 370 de Malaysia Airlines, després que el vol 17 de Malaysia Airlines fos abatut a Ucraïna, i quan va desaparèixer el vol 8501 d'AirAsia Indonesia. Flightradar24 va informar que el seu trànsit web va ser unes 50 vegades superior al normal i causava alguns problemes d'accés als usuaris.
El 2015 també el van utilitzar diversos mitjans per informar sobre la tragèdia del vol 9525 de Germanwings, o sobre com vol 9268 de Metrojet s'havia trencat a l'aire a partir de la informació disponible a Flightradar24.